# 2023년 지스산 지진
2023년 지스산 지진은 2023년 12월 18일 오후 11시 59분 30초(중국 표준시) 중화인민공화국 간쑤성 지스산 바오안족 둥샹족 사라족 자치현 지역에서 발생한 규모 Mw5.9-6.1의 지진이다. 지진의 유형은 충상단층에서 일어난 천발지진으로 간쑤성과 칭하이성 사이 인구밀집지대에 지진이 강타했다. 이 지진으로 최소 151명이 사망하고 982명이 부상을 입었으며 2명이 실종되었다. 이 지진은 2014년 루뎬현 지진 이후 중국에서 발생한 사망자가 가장 많은 지진이다.

## 지질학적 배경

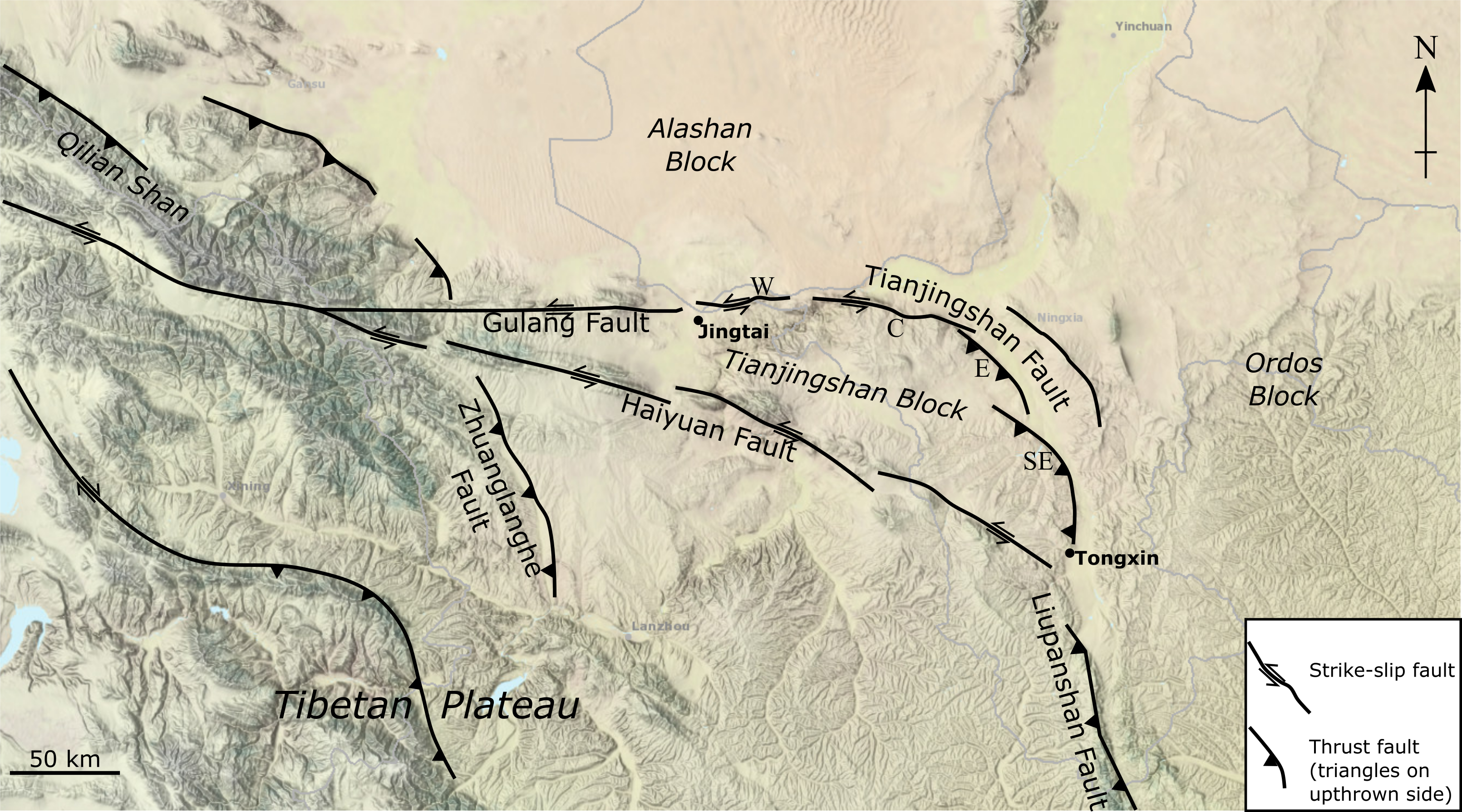
동북티베트고원에 있는 주요 단층대를 그린 지도. 본진이 일어난 단층은 그림 제일 왼쪽 아래에 있는 단층대에서 발생했다.

지스산 산맥은 티베트고원의 북쪽 가장자리인 치롄산맥의 제일 동쪽에 있다. 티베트고원은 인도판과 유라시아판이 서로 충돌해 대륙 지각이 두꺼워진 지대이다. 인도판의 이동으로 고원은 계속 북쪽으로 밀려나면서 그와 동시에 옆쪽으로도 퍼지고 있으며, 이 때문에 거대한 좌향 주향이동단층과 충상단층대가 복합적으로 형성되어 있다. 북북서-남남동을 주향으로 하는 지스산 산맥은 양쪽에서 충상단층과 주향이동단층으로 보이는 여러 단층으로 둘러싸여 있다. GPS 관측에 따르면 이런 지구조 중 가장 활동적인 구조가 동쪽 끄트머리의 단층으로 주향이동단층과 역단층 모두를 가진 사교단층이며 1년에 약 1 mm의 변위를 보인다.
동서 방향으로 뻗은 라지산 단층(북부와 남부분절로 나누어짐)은 산맥의 북쪽 가장자리 경계에 있으며 서북 방향의 주향인 지스산 단층(동부와 서부분절로 나누어짐)은 라지산 단층의 동쪽 끝에 있다. 이 두 단층구조는 북쪽의 우수향 르웨산 단층과 남쪽의 좌수향 친링 단층 사이 주향제압 구조로 나타난다. 단층대는 선사 시대에 두 차례 지진이 일어났음이 확인되었는데, 그 중 하나는 라자에서 발생한 지시 협곡 홍수 범람을 일으킨 지진으로 추정된다. GNSS 이동 속도 관측 자료에 따르면 라지산 단층은 미미한 역단층 및 주향이동단층형 운동을 보인다. 지시산 단층은 이보다 더 큰 역단층 운동과 우수향 주향이동을 보이며 동쪽 분절이 더 큰 운동을 보인다. 지시산 단층은 인근의 다른 단층과 비교하여 중규모에서 대규모의 지진 발생 가능성이 더 크다.
치롄산맥은 역사상 큰 피해를 일으킨 대지진이 여러 차례 발생했다. 이 중 가장 큰 규모의 지진은 1927년 발생한 규모 M7.6의 지진으로 4만명이 사망했다. 1927년 지진은 충상단층형 지진으로 구랑현-우웨이시 지역에 극심한 피해가 발생했으며 진앙 인근 곳곳에 큰 산사태가 발생했다. 또한 간쑤성에서는 1920년 규모 M7.9의 지진도 발생했었는데, 이 지진으로 20만명이 사망했고 20세기 사상 사망자가 가장 많이 발생한 지진 중 하나로 꼽힌다. 1990년에는 규모 M6.3의 전진 직후 규모 M6.5의 본진이 발생했으며 뒤이어 규모 M6.3의 여진도 발생해 최소 126명이 사망했고 광범위한 피해와 산사태도 발생했다.
중국에서는 중규모 지진에서도 대규모 피해가 흔히 발생하는데, 이는 대규모 인구 밀집 지역과 지진의 흔들림이 큰 지역이 가깝고 지진에 취약한 구조물이 많으며 가파른 지형이 많아 산사태도 잘 발생한다는 특징이 합쳐져 일어난다.

## 지진

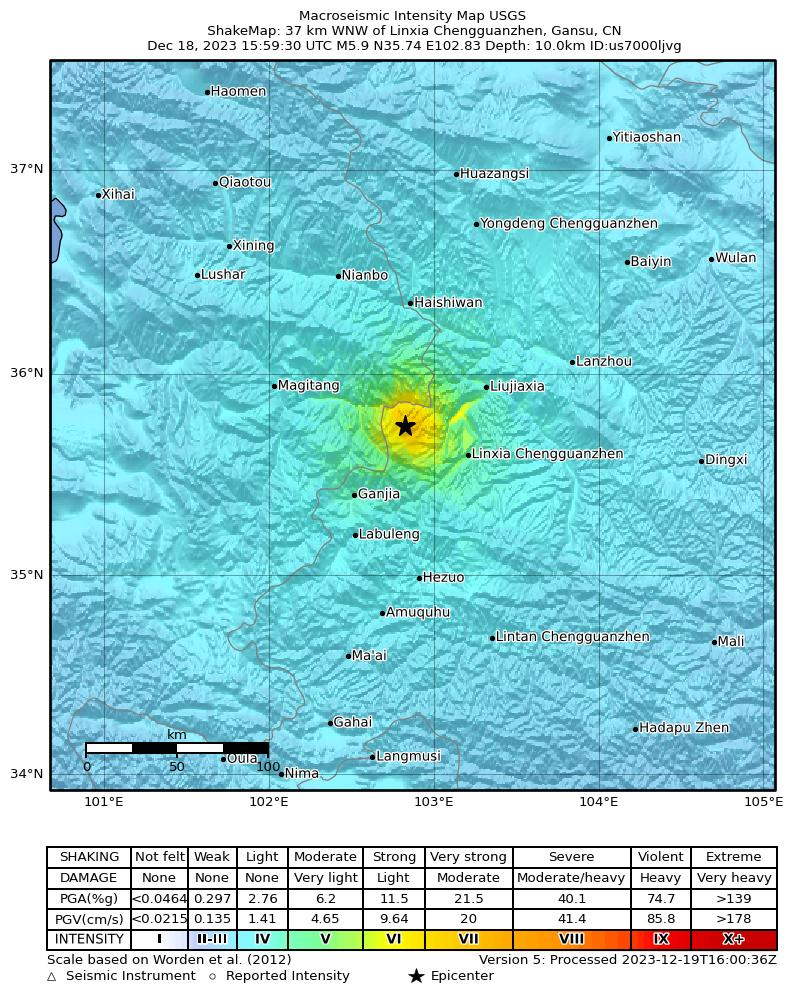
미국 지질조사국이 발표한 지스산 지진의 흔들림을 표시한 지도.

중국지진국은 이번 본진의 규모를 표면파 규모 기준 Ms6.2로 측정했다. 미국 지질조사국(USGS)은 지진의 모멘트 규모는 Mw5.9, 진원 깊이는 10 km로 측정했다. 지진의 진앙은 지스산 현청 소재지에서 약 8 km 떨어진 류거우향 지역으로 추정되었다. 전지구 센트로이드 모멘트 텐서(GCMT)는 지진의 모멘트 규모를 Mw6.1로, 진원 깊이는 18.9 km로 측정했다. 지진의 흔들림은 20초 가까이 지속되었으며 진앙에서 약 570 km 떨어진 산시성의 시안시에서도 지진의 흔들림이 감지되었다. 본진 이후 12월 21일까지 최소 512차례의 여진이 기록되었으며 이 중 가장 큰 규모의 여진은 두 차례 발생한 M4.1의 지진이다.
이 지진은 얕은 깊이에서 일어난 천발지진이며 역단층형 지진이다. 파열된 단층은 북쪽을 주향으로 하여 매우 가파르게 가라앉는 역단층 혹은 남남동쪽을 주향으로 하는 얕은 각도의 역단층으로 추정된다. 지진 발생 지역은 인도판과 유라시아판이 지속해서 충돌해 발달한 히말라야산맥 북쪽의 고원지대인 티베트고원 북쪽 가장자리 판 내부 지역이다.
중국지질대학 교수 쑤시웨이는 이 지진이 라지산맥 북쪽 가장자리를 따라 이어지는 단층과 관련이 있다고 밝혔다. 중국지진태망은 지진 발생 순서가 본진-여진 사건형과 일치하다고 밝혔다. 진앙 200 km 이내에 규모 M6.0 이상의 지진은 단 3차례만 발생했었다. 1936년 간쑤성 캉러현에서 발생했던 규모 M6.8의 지진으로 상당한 피해와 사망자가 발생했다.

## 피해
지진으로 총 151명이 사망하고 982명이 부상을 입었으며 2명이 실종되었다. 간쑤성에서만 117명이 사망하고 782명이 부상을 입었다. 지스산 바오안족 둥샹족 사라족 자치현 내에서는 다허자진(大河家镇)에서 78명, 류지향(刘集乡)에서 23명, 스위안진(石塬镇)에서 8명, 추이마탄진(吹麻滩镇)에서 3명, 쉬후자향(徐扈家乡), 관자촨향(关家川乡), 중쥐링향(中咀岭乡)에서 각각 1명이 사망했다. 간쑤성과 이웃한 칭하이성에서는 32명이 사망하고 198명이 부상을 입었으며 2명이 실종되었다. 실종자 2명 모두 지진 이후 발생한 산사태로 매몰된 사람들이다. 칭하이성의 사망자는 전부 하이둥시에서 일어났다. 부상자 중 16명 이상이 중상자로 알려졌다. 또한 이 지역에서 14만명이 넘는 사람들이 지진 피해를 입었다. 이 지진은 윈난성에서 일어난 2014년 루뎬현 지진 이후 중국에서 사망자가 가장 많은 지진으로 기록되었다. 중국지질과학원 전문가인 리하이빙은 지진 발생 시기, 얕은 진원 깊이, 수직 방향 흔들림, 피해 지역의 낮은 건축 자재 품질 등이 합쳐져 지진의 사상자와 피해가 매우 커졌다고 말했다.
지진으로 진앙 부근의 집 15,000채가 붕괴되고 207,000채 이상이 피해를 입었다. 지스산현에서는 수많은 집이 붕괴되었으며 건물 최소 5천채가 피해를 입었다. 구조대 책임자는 피해 지역의 집 대부분이 노후화되었고 점토로 만들어져 쉽게 붕괴되었다고 말했다. 다허자진 인근의 3개 마을에서는 주민 대다수가 갇혔다. 일부 마을에서는 통신, 교통, 전기, 상하수도 등이 끊겼다. 또한 토양액상화로 칭하이성 민허 후이족 투족 자치현의 진톈 마을은 진흙홍수에 휩쓸렸다. 진흙이 휩쓸려 마을이 2.5-3 m 가량 진흙으로 파묻혔고 이 사태로 집 36채가 파괴되었고 최소 13명이 실종되었다. 피해 마을의 지하수위가 높아 액화된 진흙 투성이의 퇴적물이 원래 많았는데 지진으로 표면으로 뚫고 올라와 평소에는 말라 있던 도랑을 통해 마을로 흘러들어갔다. 간쑤성의 한 마을에서는 지진으로 집의 4/5 가량이 사람이 살 수 없을 정도로 피해를 입었다.
칭수이-다허자 고속도로의 여러 구간이 산사태로 인해 막혔다. 쉰화 사라족 자치현에서는 칭수이향, 지스진 등 여러 마을의 주택이 파괴되었다. 민허 후이족 투족 자치현에서는 관팅진과 중촨향에서 여러 사상자가 발생하고 심각한 피해를 입었다. 멀리 란저우시에서도 지진의 흔들림이 느껴져 주민들이 급히 집을 떠나기도 했다. 중국중앙텔레비전(CCTV)은 거리로 사람들이 도망치면서 건물이 붕괴하는 모습을 방영했다.
간쑤성 관료들의 긴급평가에 따르면 지진으로 간쑤성의 농업 및 어업 부문에서 5억 3,200만 위안(미화 약 7,460만 달러)의 피해가 발생했다고 추산했다.
청두 이공대학은 중국 진도 계급에 따르면 최대 진도 IX의 흔들림을 관측했다고 말했다. 또한 중화인민공화국 위급관리부가 작성한 등진도선 지도에 따르면 최대 진도 VIII로 발표되었다. 가장 큰 진도를 느낀 지역은 북북서쪽에 있는 331 km2의 지역이며, 진앙 북쪽에 최대진도를 느낀 또 다른 작은 15 km2의 영역이 존재했다.

## 대응

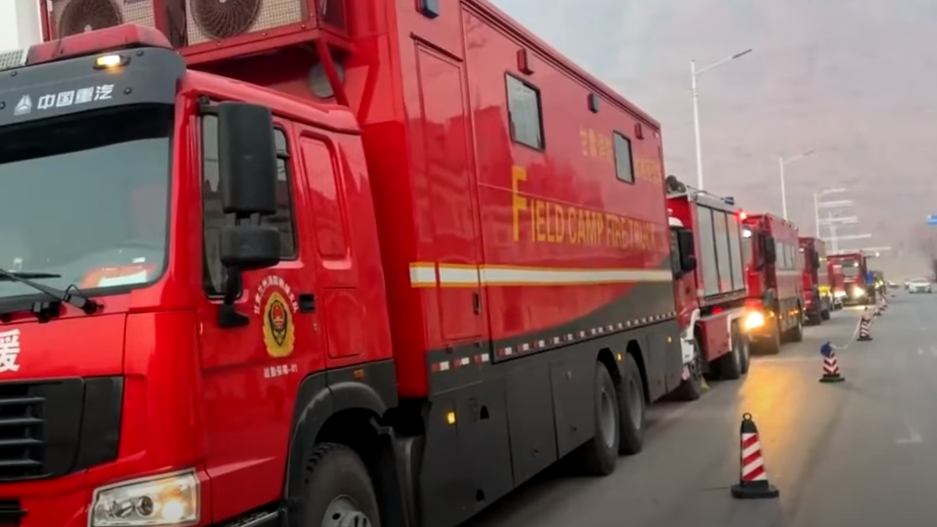
지진 이후 지스산 지역에 집결한 소방차의 모습.

중국공산당 중앙위원회 총서기 시진핑은 "수색 및 구조 활동을 수행하고 부상자를 적시에 치료하며 사상자를 최소화하기 위해 모든 노력을 기울어야 한다"고 말했다. 중국 정부는 구조 작업을 위해 2억 위안을 긴급 지원했다. 총리 리창은 피해 지역을 방문해 관료들에게 생존자들을 위하여 "생활 환경을 개선"해줄 것을 촉구했다.
중화인민공화국 응급관리부는 응급 단계를 최고 단계인 4단계로 격상했다. 또한 지역의 응급관리부 요원과 각 소방서의 구조대원이 피해지에 파견되었다. 지방 소방서, 산림여단, 전문 구조대원 약 2,200명이 파견되었다. 군과 경찰도 구조 작전에 참여했으며 중국 인민해방군 서부전구 사령부가 지휘소를 설치했다. 간쑤성 소방구조국은 인력 1,440명, 소방차 88대, 수색견 12마리, 구조 장비 1만개 이상을 파견했다. 현지 응급요원을 지원하기 위해 중국 정부도 구조대원을 피해 지역에 파견했다. 구조 대원이 잔해를 들추고 사상자를 위해 들것을 펼치는 응급요원 영상이 소셜 네트워크 서비스에 전파되었다. 피해 지역에서 곳곳에서 눈이 내리고 기온이 영하 15도까지 내려가면서 구호요원이 긴급 텐트를 설치했다. 한 전문가는 《중국신문주간》에서 혹한이 구조 활동을 방해하고 있으며 생존을 위한 골든 타임이 매우 짧아질 것이라 경고했다. 소방관들은 12월 20일까지 총 78명을 구조했으며, 이후에는 부상자 치료가 최우선으로 올라가면서 수색 및 구조 작업이 중단되었다.
피해 지역의 여객 및 화물철도도 안전 점검으로 일시 중단되었다. 중국공산당 당위서기 후창성과 간쑤성 성장 런전허가 피해 지역을 방문했다. 다허자진에서는 현지 병원 직원 140명이 부상자들을 돌봤다. 병원 벽에 균열이 가 길가에 임시 침대를 두고 간호했다. 마을 주민들은 대피했고 택시가 부상자들을 이송했다. 다허향에서는 구호팀이 마을 광장에 구호소를 세웠다. 이곳에서 대피소와 접이식 침대, 담요를 나눠주었다. 지스산 지역의 총 15개 기숙학교 학생과 교사 14,700명도 대피했다. 12월 22일 기준 2개 성의 139,000명이 임시 대피했다. 많은 피해 주민들이 플라스틱과 천제 텐트에서 묵었다. 12월 21일에는 단독 주택 시설을 건설하기 시작했다. 또한 피해 지역의 지배적인 종교인 이슬람교에 따른 희생자 장례식도 시작되었다.
12월 25일에는 지스산 지역에서 초등학교 수업이 재개되었으나 겨울 내내 학교 수리가 진행될 것으로 예상되어 야외 텐트에서 임시 수업으로 시작했다. 린샤 후이족 자치주 주지사는 12월 27일까지 조립식 주택 12,000채를 준비할 수 있다고 말했다. 피해 지역 주민 8,800명이 입주했고 추가로 8,096명이 더 이송되었다. 피해 지역의 학교 244곳에서도 새 학기 준비를 위해 조립식 교사 1,165채를 건설했다.

## 국제적 반응
유엔 사무총장 안토니우 구테흐스는 중국 국민과 정부에 대한 연대를 표하며 희생자 유가족에게 애도를 표했다. 중화민국의 총통 차이잉원은 애도를 표하고 지원을 제공했으며, 파키스탄의 과도총리 안와르 울 하크 카카르는 지진에 대해 "깊은 슬픔"을 느낀다고 말했다. 튀르키예 외무부 장관은 지진 희생자들에게 애도를 표하는 전문을 보냈다. 러시아의 총리 미하일 미슈스틴은 회담에서 리창 중국 총리에게 사상자들에게 대한 애도를 표했다.
왕원빈 중화인민공화국 외교부 대변인은 러시아의 대통령 블라디미르 푸틴, 캄보디아의 군주 노로돔 시하모니, 파키스탄의 대통령 아리프 알비, 몰디브의 대통령 모하메드 무이즈, 대한민국의 대통령 윤석열, 아랍에미리트의 대통령 무함마드 빈 자이드 알 나하얀, 중앙아프리카공화국의 대통령 포스탱아르캉주 투아데라, 벨라루스의 대통령 알렉산드르 루카셴코, 카자흐스탄의 대통령 카심조마르트 토카예프, 투르크메니스탄의 대통령 세르다르 베르디무하메도프, 우즈베키스탄의 대통령 샤브카트 미르지요예프, 타지키스탄의 대통령 에모말리 라흐몬, 독일의 대통령 프랑크발터 슈타인마이어, 이탈리아의 대통령 세르조 마타렐라, 세르비아의 대통령 알렉산다르 부치치, 보스니아 헤르체고비나의 대통령 3명, 헝가리의 대통령 노바크 커털린, 니카라과의 대통령 다니엘 오르테가, 방글라데시의 총리 셰이크 하시나, 일본의 내각총리대신 기시다 후미오 총 20개국이 조문을 보냈다고 발표했다.

## 같이 보기
- 2023년 지진
- 중국의 지진 목록